# Squamarina
Squamarina — рід грибів родини Stereocaulaceae. Назва вперше опублікована 1958 року.